# Mesoleius ussuriensis
Mesoleius ussuriensis là một loài tò vò trong họ Ichneumonidae.